# Friedrich Voith
Friedrich Voith (* 3. Juli 1840 in Heidenheim an der Brenz; † 17. Mai 1913 ebenda) war ein deutscher Maschinenbau-Ingenieur und Unternehmer. Er war von 1867 bis 1913 der Leiter der Firma J. M. Voith und entwickelte aus der Schlosserwerkstatt seines Vaters in 46 Jahren ein Industrieunternehmen.

## Familie

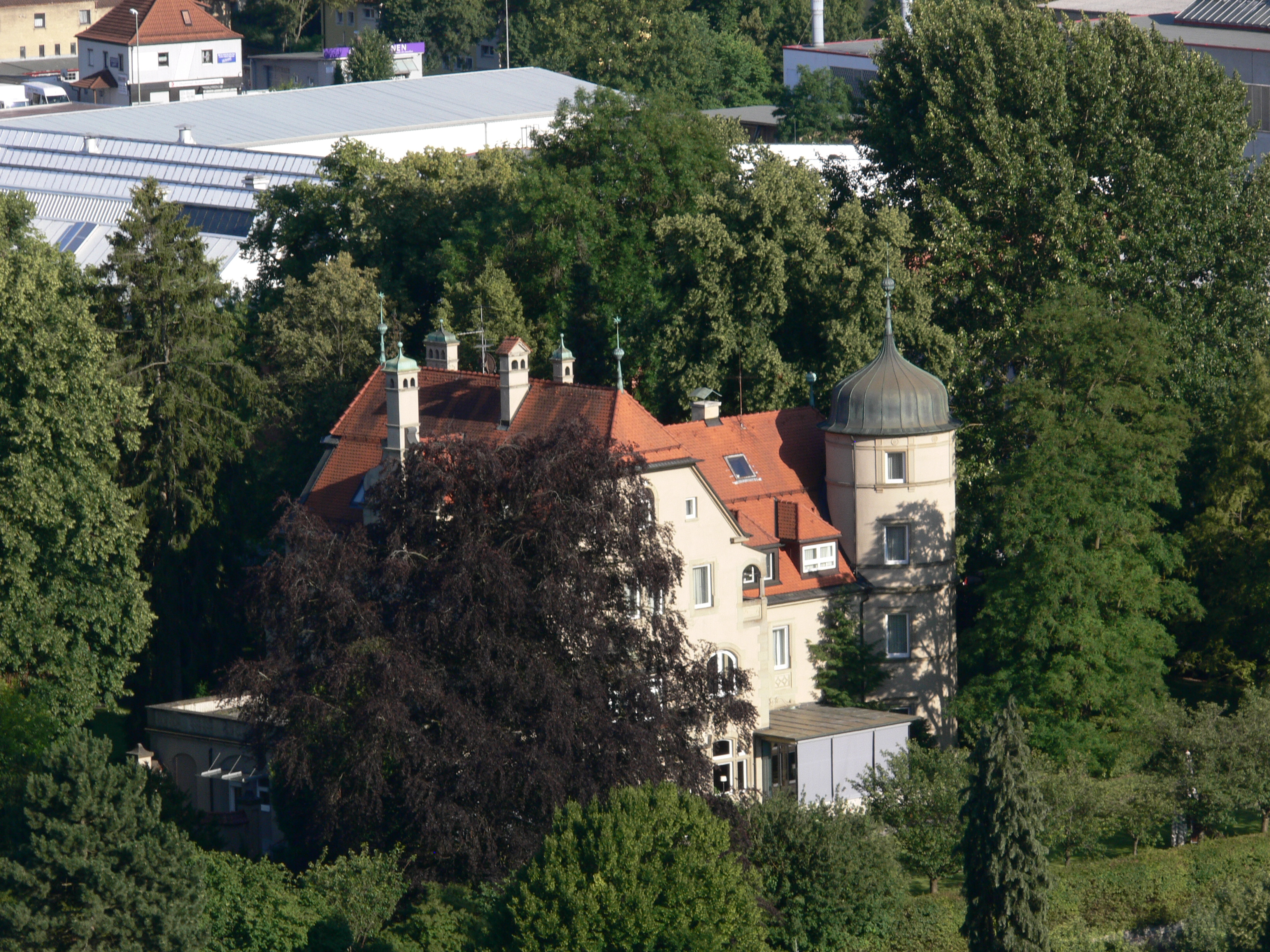
Villa Eisenhof, Wohnsitz der Familie Voith

Friedrich Voith wurde am 3. Juli 1840 in Heidenheim an der Brenz als einziger Sohn des Schlossers Johann Matthäus Voith und dessen Frau Johanna Dorothea geboren. 1867 heiratete er Adelheid Klara Sophie Hartmann. Am 24. März 1868 wurde sein erster Sohn Carl Matthäus Friedrich Voith geboren, der bereits am 5. April desselben Jahres starb. Wenige Wochen später verstarb auch seine erste Ehefrau. 
1871 heiratete Friedrich die Pastorentochter Helena Margaretha Crusius. 1874 wurde sein zweiter Sohn Walther geboren, 1878 sein dritter Sohn Hermann, 1885 sein vierter Sohn Hanns. Darüber hinaus war er Vater von vier Töchtern. Friedrich wohnte mit seiner Familie in einer zum Wohnhaus umgebauten Schleifmühle, 1901 bezog die Familie die neu gebaute Villa Eisenhof.

## Werdegang
Friedrich Voith besuchte zuerst die Vereinigte Latein- und Realschule in Heidenheim. Nach dem Schulabschluss 1853 arbeitete der 13-jährige für zwei Jahre als Lehrling in der Werkstatt seines Vaters. 1855 begann er, mit einem Stipendium an der Polytechnischen Schule in Stuttgart Ingenieurwesen zu studieren. In Stuttgart schloss er sich dem Corps Stauffia Stuttgart an. 
Nach seiner Studienzeit war er zunächst eineinhalb Jahre in der Firma Escher, Wyss & Co. in Ravensburg als Ingenieur tätig. 1861 wechselte er ins technische Büro Heinrich Voelters in Heidenheim, wo er die Grundlagen des Papiermaschinenbaus erlernte. 1863 ging er zur Firma Henschel & Sohn nach Kassel, um andere Zweige des Maschinenbaus kennenzulernen. Ein Jahr später erhielt er die Nachricht, dass die Völter'sche Papierfabrik abgebrannt sei, und kehrte nach Heidenheim zurück, um seine Kräfte dem Betrieb seines Vaters zu widmen. 

## Leitung des Unternehmens
Zuerst erweiterte er die Werkstatt des Vaters um eine Gießerei und baute den Betrieb zur Maschinenfabrik aus. Damals hatte der Betrieb etwa 35 Beschäftigte. Am 1. Januar 1867 übergab sein Vater das Unternehmen an Friedrich. Dieses Datum gilt auch als offizieller Gründungstag der Firma J. M. Voith. Des Weiteren baute er seine erste selbst bezahlte und nach eigener Konstruktion ausgeführte Holzschleiferei. Es folgten Aufträge für Einrichtungen von Holzschleifereien, insbesondere aus Sachsen, wodurch sich Voith genötigt sah, die Werkstätten weiter auszubauen. Im folgenden Jahr reichte er seine ersten Patente auf Holzschleifer mit Zahnstangen-Anpressung und auf den Raffineur ein. Der Raffineur ermöglichte eine qualitativ hochwertigere und billigere Papierherstellung. 1870 erfolgte die Eintragung des Betriebs ins Handelsregister. Friedrich Voith begann in diesem Jahre mit der Herstellung von Turbinen, um die Holzschleifer mit eigenen Antriebsmaschinen auszustatten. Er begann mit einer 100-PS-Henschel-Jonval-Turbine.
1892 besuchte der württembergische König Wilhelm II. das Privathaus Voiths, dessen Maschinenfabrik das zweitgrößte Unternehmen Heidenheims war, insgesamt besuchte der König vier heidenheimische Unternehmen. 1909 versteuerte Friedrich Voith als physische Person in Württemberg ein privates Einkommen von 913.405 Mark und zahlte 5 % davon, nämlich 45.670 Mark Steuern.
Bis zum Jahre 1909 wurden 2632 Turbinen von der Firma Voith ausgeliefert. Die Hauptabnehmer waren Elektrizitätsgesellschaften. Später bekam er von dem Ingenieur Adolf Pfarr, der die Geschwindigkeitsregulatoren konstruiert hatte, bei der Turbinenherstellung Unterstützung. Sein kaufmännischer Berater wurde Marcell Rempf. 1871 baute er eine neue Gießerei. 
Im Jahr 1873 belieferte die Firma Voith die Weberei C. F. Plouquet mit der ersten Francis-Turbine. Friedrich Voith hatte die herausragenden Eigenschaften dieser ursprünglich US-amerikanischen Erfindung erkannt und verbesserte sie, indem er unter anderem bewegliche Leitschaufeln zur Regulierung der Turbine einsetzte. Er zeigte außerdem mit Völter den Voith-Schleifer auf der Weltausstellung in Wien. Sie erhielten dafür die Fortschrittsmedaille.
1880/1881 wurde die erste vollständig von Voith erbaute Papiermaschine für die Firma Bezner & Co. in Gemmrigheim am Neckar fertiggestellt und ausgeliefert. Sie war für eine maximale Geschwindigkeit von 34 m/min ausgelegt. Dieser Voith-Papiermaschine folgten weitere. In diesem Jahr beschäftigte der Betrieb 145 Menschen. 1882 erfand Friedrich eine Maschine zum Sortieren von Holzstoff. Dies hatte eine Umwälzung der Holzstoffindustrie zur Folge und trug dazu bei, dass die Firma bekannt wurde. Wegen steigender Auftragszahlen folgten zahlreiche Erweiterungen der Produktionsanlagen.
1890 wurde Friedrich Voith zur Anerkennung seiner Verdienste um die heimatliche Industrie zum Kommerzienrat ernannt. Nach den Krisenjahren nach 1893 hatte die Firma Voith einen Aufschwung zu verzeichnen, der besonders im Turbinenbau, der durch die Elektrotechnik eine neue Bedeutung erhalten hatte, zu spüren war. Durch den Aufschwung musste 1896 eine neue Maschinenfabrik angebaut werden, um den Aufträgen nach zu kommen. Durch den Kauf eines großen Teils der früheren Bleiche und der gesamten Lohmühle konnte Friedrich Voith im Jahr 1899/1900 die Wasserkräfte dieser Anwesen vereinen und somit eine Turbinen-Anlage errichten, die ihm als Versuchsstation diente und auch sonst nützliche Dienste erbrachte. 
Die 1896 erbaute Maschinenfabrik musste schon 1901 um eine große Halle von ca. 8500 m² Fläche erweitert werden, die mit damals modernster Technik ausgestattet war. 1903 wurde Voith durch die Zollverhältnisse genötigt, ein Zweigwerk in St. Pölten in Österreich zu bauen. Die Leitung dieses Zweigwerks übertrug er seinem ältesten Sohn Walther. Bereits zu dieser Zeit genoss die Firma J. M. Voith im Bau von Maschinen zur Papier- und Holzstoffherstellung sowie in der Herstellung von Turbinen Weltruf. Das gesamte Areal der Heidenheimer Fabrik umfasste damals ca. 175.800 m² und sie beschäftigte ca. 1100 Arbeiter und Angestellte. Die Firma stellte die seinerzeit größten Papiermaschinen des Kontinents her und hatte drei 11500-PS-Turbinen für die Niagarafälle in Arbeit.
1904 ernannte Friedrich Voith wegen der großen Ausdehnung des Geschäfts ein Direktorium. Dieses bestand aus Gerhard Clok, Vorstand des Turbinenbaus, Paul Priem, Vorstand des Baus von Maschinen zur Papier- und Holzstofffabrikation und Hermann Gottschick, Vorstand der kaufmännischen Büros. 1906 wurde die Firma an das Eisenbahnnetz angeschlossen.
Im darauf folgenden Jahr zählte der Betrieb 1550 Beschäftigte. Am 12. November 1908 wurde Friedrich die Ehrenbürgerwürde der Stadt Heidenheim verliehen.
1911, nach 40 Jahren als alleiniger Geschäftsführer der Firma J. M. Voith, übergab er das Unternehmen an seine Söhne und wandelte die einzelnen Firmenteile in Offene Handelsgesellschaften um. Die Söhne mussten sich jedoch verpflichten, alle über den Rahmen des gewöhnlichen Geschäftsbetriebes hinausgehenden Angelegenheiten nur mit Zustimmung ihres Vaters zu entscheiden. 
1912 wurden die Turbinen für die Niagarafälle ausgeliefert. Sie sind bis heute in Betrieb und machten die Firma endgültig zum Weltunternehmen. Im Jahr darauf, am 17. Mai 1913, starb Friedrich Voith. Die Firma zählte damals circa 2280 Mitarbeiter.
Neben der Ausgestaltung seiner Fabrik widmete Friedrich Voith sich besonders der Heranziehung eines tüchtigen Arbeiterstammes. Die zahlreichen Wohlfahrtseinrichtungen legen Zeugnis über die Fürsorge für seine Angestellten ab. Für den Bau von hervorragenden Turbinen und Maschinen zur Herstellung von Papier und Holzstoff wurde er mehrfach ausgezeichnet. Als Mitglied der Handelskammer und langjähriger Obmann des Bürgerausschusses nahm er auch am öffentlichen Leben und den städtischen Angelegenheiten teil. 
Er gehörte dem Verein Deutscher Ingenieure (VDI) an, dem er mit der Gründung des Württembergischen Bezirksvereins des VDI 1877 beigetreten war. Zeitweise war er auch Mitglied des Vorstands des Württembergischen Bezirksvereins.

## Auszeichnungen
- 1873: Auszeichnung mit der Fortschrittsmedaille für den Voith-Schleifer
- 1890: Ernennung zum königlich württembergischen Kommerzienrat in Anerkennung seiner Verdienste um die heimatliche Industrie
- 1905: Ernennung zum königlich württembergischen Geheimen Kommerzienrat[5]
- 1906: Verleihung der Ehrendoktorwürde (Dr.-Ing. E. h.) der Technischen Hochschule Charlottenburg[5]
- 12. November 1908: Verleihung der Ehrenbürgerwürde der Stadt Heidenheim
- 1. November 1910: Ernennung zum Ehrenburschen des Corps Stauffia[6]